# Interrhodeus brevicornus
Interrhodeus brevicornus är en spindeldjursart som beskrevs av Wolfgang Karg 2000. Interrhodeus brevicornus ingår i släktet Interrhodeus och familjen Rhodacaridae. Inga underarter finns listade i Catalogue of Life.